# Prochoristis simplicialis
Prochoristis simplicialis là một loài bướm đêm trong họ Crambidae.